# APS-C

Rappresentazione in scala dei vari sensori montati su fotocamere digitali.

In fotografia digitale, APS-C (Advanced Photo System - Classic) è un formato di sensore d'immagine avente dimensioni circa pari a quelle di un negativo dell'omonimo formato Advanced Photo System. 
Il fattore di forma (base:altezza) è pari a 3:2, con misure del negativo precisamente di 25,1 × 16,7 mm.
Il formato APS-C non deve essere quindi confuso con quello APS-H (High definition) di larghezza maggiore e medesima altezza.
Le dimensioni dei sensori APS-C ed APS-H sono quindi approssimativamente simili a quelle degli omonimi formati in pellicola. I produttori dei dispositivi APS-C hanno poi ulteriormente personalizzato le misure.

## Caratteristiche ed utilizzo in fotografia

Schema dei sensori maggiormente utilizzati nelle fotocamere digitali

I sensori in formato APS-C sono, ad oggi (2009), i più utilizzati nel settore delle fotocamere reflex digitali. I vari produttori adottano sigle differenti per indicare l'impiego di questo standard (ad esempio Canon utilizza 'APS-C' e Nikon 'DX'). Anche le dimensioni effettive possono variare leggermente rispetto al nominale, mantenendosi comunque di gran lunga inferiori rispetto a quelle del pieno formato che ricalcano le misure di un negativo 35 millimetri (24 x 36 mm).

### Vantaggi dei sensori APS-C rispetto al pieno formato
- Minor costo di produzione del sensore, come definito dalle leggi economiche della microelettronica.
- Possibilità di maggior compattezza della fotocamera.
- Elevata riduzione delle dimensioni del pentaprisma e del relativo peso.
- Possibilità di riduzione delle dimensioni degli obiettivi, a parità di specifiche tecniche.
- Riduzione dell'angolo di campo risultante nella moltiplicazione apparente della lunghezza focale dell'obiettivo utilizzato di un fattore 1,5 - 1,6 (vantaggio soggettivo).
- Maggiore profondità di campo a parità di specifiche dell'obiettivo (vantaggio soggettivo).

### Svantaggi dei sensori APS-C rispetto al pieno formato
- Maggior disturbo (rumore) nell'immagine fotografata a parità di specifiche (risoluzione, sensibilità, ecc).
- Minore luminosità e ampiezza del mirino dovuta alla ridotta superficie illuminata.
- Variazione dell'angolo di campo, a parità di lunghezza focale, rispetto alla fotografia a pellicola 35 mm che ha rappresentato lo standard per decenni.
- Grandi angoli di campo ottenibili solo con obiettivi grandangolari progettati ad-hoc spesso incompatibili con le reflex a pieno formato.
- Maggiore profondità di campo a parità di specifiche dell'obiettivo (svantaggio soggettivo).
- Minore gamma dinamica a parità di processore[1].

## Ottiche dedicate
Per mantenere gli stessi angoli di campo è necessario impiegare lenti grandagolari con lunghezza focale ridotta rispetto alle omologhe su pieno formato, così da compensare il fattore di moltiplicazione. Ad esempio è necessario impiegare una lente di lunghezza focale 10 – 11 mm per avere lo stesso angolo di campo ottenibile da un obiettivo di lunghezza focale 16 mm utilizzato con il pieno formato.
Le varie case produttrici hanno introdotto nuove gamme di obiettivi progettati secondo il principio sopra descritto. Le lenti risultanti sono quasi tutte grandangolari; sono, comunque, presenti anche ottiche normali e tele di fascia bassa che si avvantaggiano delle minori dimensioni permesse dal sistema. La compatibilità con i corpi a pieno formato è limitata o assente.
Canon ha introdotto la gamma EF-S nel 2003 contemporaneamente alla 300D. La baionetta è la medesima del sistema EF, ma negli obiettivi EF-S la lente posteriore è più vicina al sensore (S sta per short back focus). Sui corpi con sensore a pieno formato, le lenti EF-S non possono essere montate a meno di rimuovere lo specifico distanziale di gomma e di adottare precauzioni particolari nell'uso; l'operazione non è comunque priva di rischi ed è altamente sconsigliata.
Nikon ha introdotto la gamma DX nei primi anni del 2000: valgono le stesse considerazioni fatte per Canon salvo che, grazie al tiraggio maggiore per le Nikon, le lenti DX possono essere usate anche sui corpi con sensore a pieno formato. Le immagini così ottenute, però, presenteranno una quantità di pixel sensibilmente inferiore oppure, su fotocamere a pellicola, una forte vignettatura.
Nomenclature commerciali per ottiche dedicate ad APS-C sono:
- Canon EF-S
- Nikon DX
- Fujifilm X
- Pentax DA
- Sony Alpha DT
- Sigma DC
- Tamron Di II
- Tokina DX